# 暴魔大戦
暴魔大戦（ぼうまたいせん）とは、株式会社東ハトのスナック菓子である暴君ハバネロシリーズの「超暴君ハバネロ2.0」「大魔王ジョロキア2.0」を購入した者がプレイヤーとして参加できた、携帯電話を使用する多人数戦略ゲームである。

## システム

### 基本システム
- 参加希望者は商品のパッケージ裏にあるQRコードから暴魔大戦入国受付にアクセスし、ハバネロ帝国軍かジョロキア魔界軍のどちらかに所属する。
- 各プレイヤーは1日1回、訓練を行うことで自部隊の戦力パラメータを強化できる。上昇値はランダム。
- 各プレイヤーは週に2回以上ある戦闘日までに、31種類ある出撃先拠点を選択（セット）できる。
- 戦闘日早朝に、バッチ処理によって戦闘結果が算出される。勝敗は単純に、その拠点に参加（セット）した全部隊の戦力値総計が勝ったほうの陣営が勝利となる。ただし、防衛側にはその拠点の攻略難易度に応じた《ADS》と呼ばれる防衛戦力が自動的に付与されるため、攻略難易度の高い拠点ほど防衛側が有利となる。
- 戦闘に勝利したプレイヤーの部隊は戦力値が成長し、功績によって三等兵〜元帥まである階級が上昇するほか、拠点ごとに勝った側の兵士全員に携帯待ち受け画像がプレゼントされる。
- こうして各部隊の強化と陣取りを繰り返し、最終戦終了時に拠点数の勝った軍が最終勝利陣営となる。

### 上官・部下・下克上
- プレイヤーは自分の知人を暴魔大戦に招待することで、自分の部下を増やすことができる。上官となった者は直属の部下と、その1つ下の世代までの部下の合計数に応じて戦力値にボーナス補正を受けられる。
- 上官の出撃先と同じ拠点に部下もセットした場合、その戦闘ごとに部隊の戦力値総計に上方修正が加えられる。
- 部下は直属の上官に対して、下克上を仕掛けることができる。1/6という低確率だが部下が勝利した場合、上官と部下が即座に入れ替わる。下克上が発生してから勝った側は戦力が上昇し、負けた側は戦力が大幅に低下する。
- 後に、リアル知人がいない孤独兵のためにゲーム内で上官募集と部下募集の自動マッチングを行う絶望が見える食堂が開店した。

## 暴魔大戦の歴史
- 2007年10月29日〜12月20日：暴魔大戦
- 2008年1月23日〜3月14日：暴魔大戦2
- 2008年3月17日〜4月22日：暴魔リハビリ大戦
- 2008年6月6日〜7月22日：暴魔大戦RETURNS（リターンズ）

### 暴魔大戦
- テキストベースのチープな戦略ゲームとして、おとなしいスタートを切った処女作。当初は週2回の戦闘に勝てば待ち受け画像がダウンロードできるという程度のゆるさだったが、暴君ハバネロシリーズの独特なビジュアルに加え、ほぼ毎日更新された暴魔大戦ニュースの面白おかしい内容により暴魔大戦独自の世界観を徐々に確立していった。また、中盤より両軍の戦力値上位4名のプレイヤーがツワモノ上級将校に任命され、彼らの考えた侵攻・防衛すべき拠点が自軍プレイヤーにメール配信されるという仕組みが導入され、多人数戦略ゲームの体裁が確立された。両軍のツワモノ上級将校のうち、帝国軍の「亞門」による厳格な軍人口調、魔界軍の「づちん」による壊れた変人口調により、以降「統率され結束力のある正統派の帝国軍」対「自由気ままで壊れた魔界軍」のイメージが出来上がった。
- 最終戦の結果は帝国軍16拠点・魔界軍15拠点で、初期から登録者数で大きく劣った帝国軍が不利を押して勝利した。
- 最終戦における各軍のツワモノ上級将校は以下のとおり。
帝国軍
  1. はりぃ少将
  2. king-size少将
  3. アキヒト少将
  4. 亞門少将

魔界軍
  1. づちん少将
  2. コーラ少将
  3. コルコバードカーニョネグロトルトゥゲーロ少将
  4. まさあ少将

### 暴魔大戦2
- 初代暴魔大戦の熱気が冷めやらないうちに突如勃発した続編。この大戦より、各軍のプレイヤーが自由に書き込み・閲覧可能な掲示板であるかわら板、作戦内容を議論しあうための掲示板である目安箱が導入された。また、軍内の戦力値上位4名が任命される作戦立案担当将校のみが書き込みできる作戦本部という投稿型ボックスがメール配信の代わりに実装され、リアルタイムに作戦内容を伝達できるようになった。なお、書き込み内容が雑談主体のかわら板に関しては、情報力と呼ばれるポイントを消費すれば敵軍のものを閲覧することが可能だった。これらのコミュニティがプレイヤー間の仲間意識を高め、膨大な書き込み量と共に最も盛り上がりを見せた大戦となった。
- 戦況は序盤から気ままな動きを見せた魔界軍に対し、帝国軍は統率された作戦により戦力総計で優位に立った。しかし中盤から魔界軍に危機意識が喚起された結果、最終戦では帝国軍11拠点・魔界軍20拠点で、魔界軍が勝利した。
- 最終戦における各軍の作戦立案担当将校は以下のとおり。
帝国軍
  1. スネーク元帥
  2. エビチリ将軍
  3. セブンスター元帥
  4. はりぃ元帥

魔界軍
  1. DAI元帥
  2. SR孤高元帥
  3. あじぽん元帥
  4. ぽっち大尉

### 暴魔リハビリ大戦
- 大きな盛り上がりを見せた暴魔大戦2だったが、戦闘やかわら板書き込みへの依存が断ち切れない暴魔廃人が増えすぎてしまう結果となった。そのため、短すぎた大戦の終焉を悲しむ多くの兵士たちの「リハビリ」と称し、外伝的な位置づけで開催された。リハビリ目的のため、暴魔大戦2に参加していたプレイヤーのみにその開戦が告知され、新たなプレイヤーの参入や知人の招待が出来ないクローズドゲームとなった。なお、このリハビリ大戦終了後は東ハトが正式なスポンサーから外れ、運営会社が暴魔大戦の世界観を引き継いだ暴魔共和国として現在までサイト運営されることとなる。
- 最終戦の結果は帝国軍14拠点・魔界軍17拠点で、魔界軍が勝利した。
- 最終戦における各軍の作戦立案担当将校は以下のとおり。
帝国軍
  1. スネーク将軍
  2. さしみ将軍
  3. ルドルフ孤独親衛隊
  4. えいぢ将軍

魔界軍
  1. DAI元帥
  2. あじぽん元帥
  3. ジョロ息子孤高元帥
  4. じゃんぷ元帥

### 暴魔大戦RETURNS
- 初代暴魔大戦の各種海外アワード受賞を記念して、暴魔共和国からファンにプレゼントされた大戦。初代のリメイクとしてデザインされ、作戦立案担当将校のみが投稿できる作戦本部を除く全ての掲示板（かわら板）は廃止され、戦闘と暴魔共和国ニュースのみによるサービスとなった。戦闘システム面では、両軍プレイヤーのセットした人気拠点ランキングが戦闘日前日に公開されることになり、読み合いの要素と戦略性が増した。
- 最終戦の結果は帝国軍10拠点・魔界軍21拠点で、魔界軍が勝利を収めた。
- 最終戦における各軍の作戦立案担当将校は以下のとおり。
帝国軍
  1. ルドルフ大佐
  2. ねいきっど大佐
  3. 元気太郎大佐
  4. 雪月花大佐

魔界軍
  1. みつ少将
  2. あじぽん少将
  3. れとろ少将
  4. DAI大佐

### 暴魔共和国の現在
4度の暴魔大戦全てが終了した現在も、暴魔共和国ニュースは不定期に更新を続けている。テキストベースのゲームだったため、決してグラフィカルではなかった暴魔大戦の持つ妄想補完性を意識した各種投稿や、スピンオフ作品とも呼べる妄想小説などが時折アップされている。

## モバイルマーケティング媒体としての評価
「World's Worst War」として、以下の国際広告賞および、モバイルマーケティングアワードを受賞している。
- CANNES LIONS WINNERS 2008（フランス）
  - カンヌ国際広告賞
  - CYBER LIONS
  - Bronze受賞
- 2008 ONE SHOW INTERACTIVE PENCIL WINNER（アメリカ）
  - 05C:Brand Gaming: Mobile
  - Bronze受賞
- Spikes（アジア）
  - 2008 Digtal Winner
  - D4 Best use of viral
  - Silver受賞
- D&AD Awards 2008（イギリス）
  - For Outstanding Achievement
  - Mobile Marketing
  - Yellow Pencil受賞